# 上衣腫

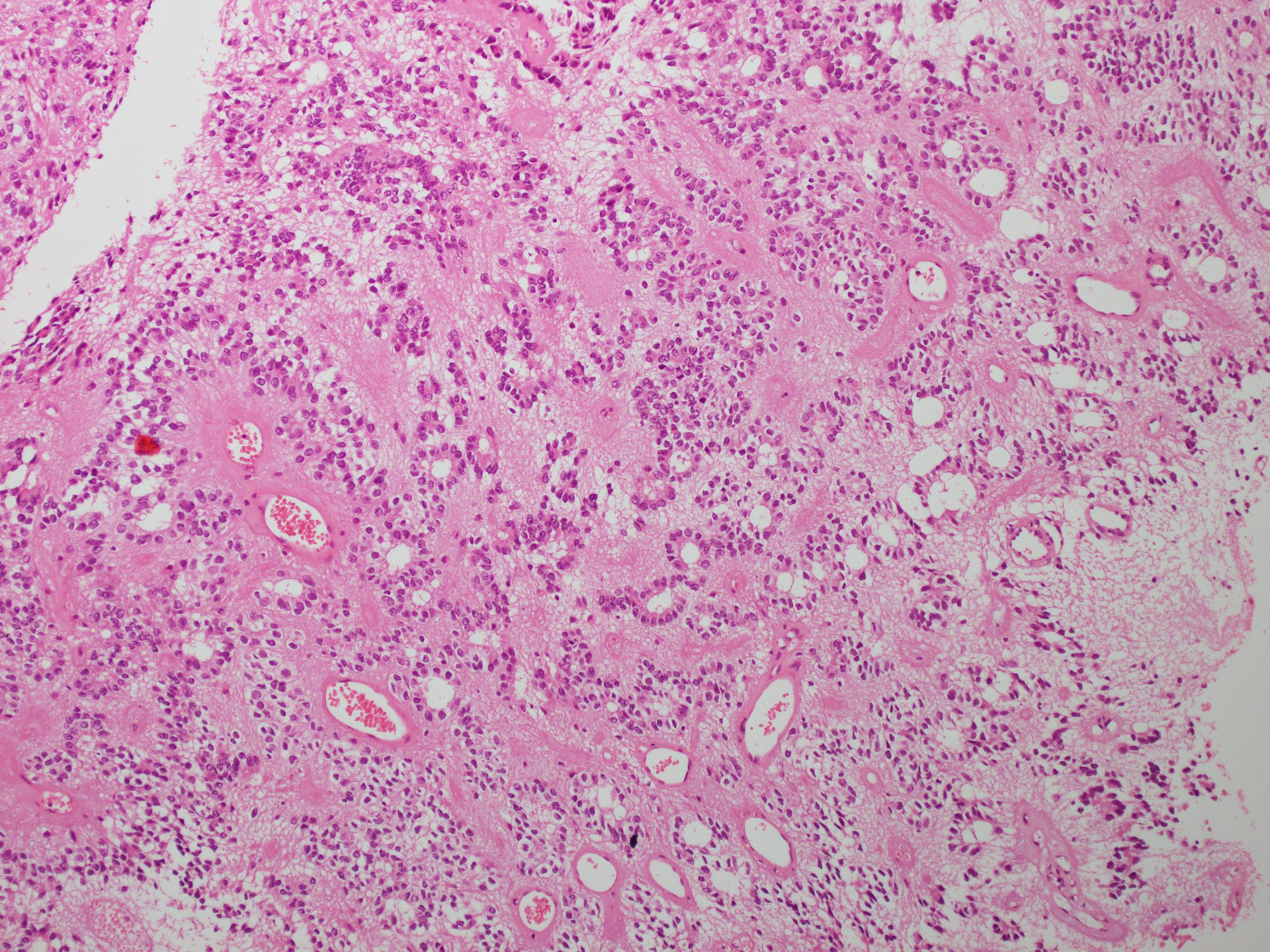
上衣腫 ependymoma 病理組織像｡

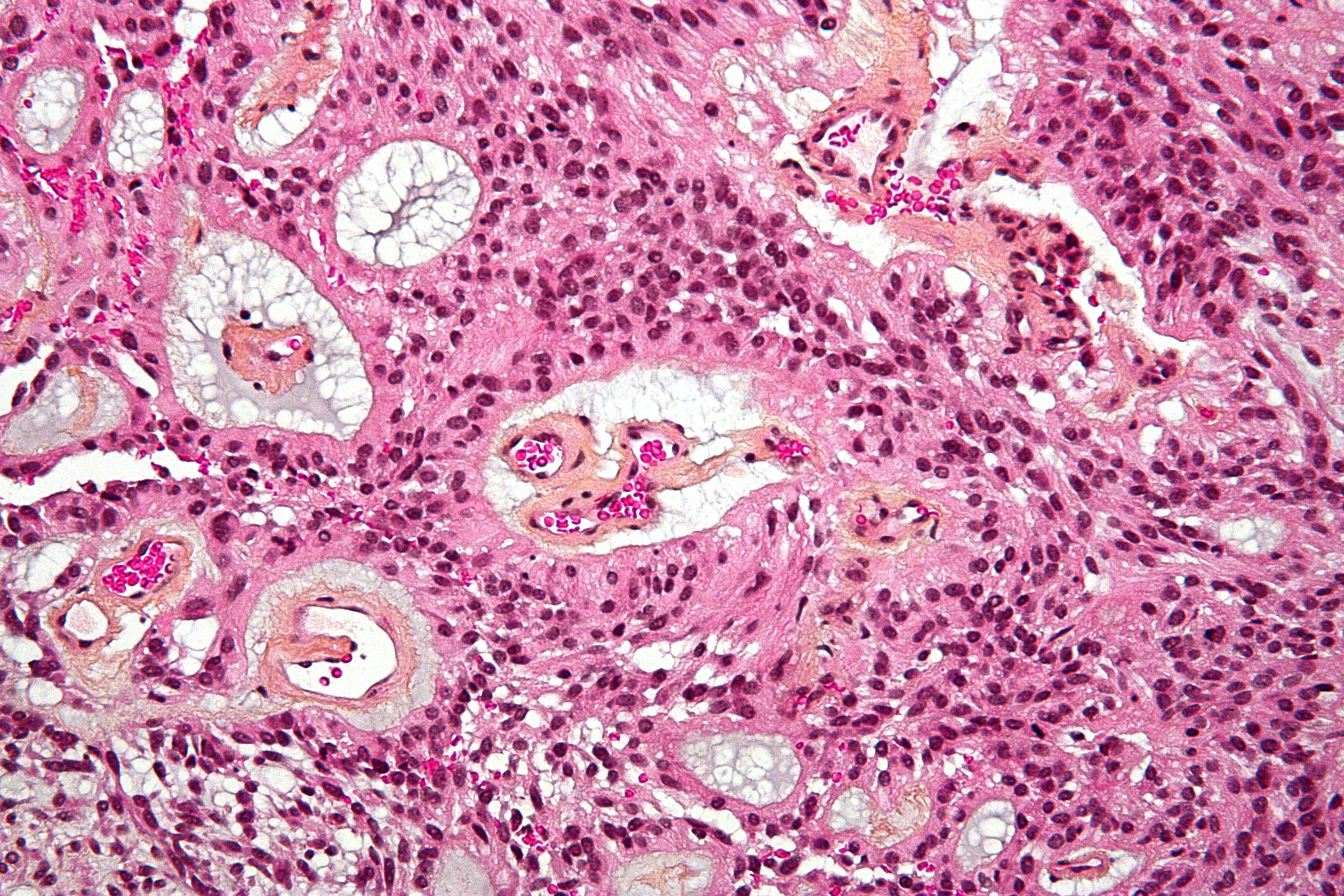
粘液乳頭型上衣腫の顕微鏡写真

上衣腫（じょういしゅ、英:ependymoma）は、脳や脊髄の組織の中に悪性腫瘍（癌）ができる疾患である。神経膠腫の一種。

## 定義（概念）
脳は、記憶や学習、運動、感覚、感情などの生体機能を制御するための器官で、脊髄は、全身の大部分の神経と脳とをつないでいる神経線維の束である。脳をかたち作る細胞をグリア（神経膠）細胞といい、そのグリア細胞が腫瘍化したものをグリオーマという。グリア細胞には星細胞、乏突起膠細胞、上衣細胞、脈絡叢細胞などがあり、上衣腫はこのなかの上衣細胞から発生した腫瘍で、グリオーマの一種である。
（上衣腫は頭蓋内に発生するものと、脊髄に発生するものがある。両者に組織学的な相違もあり、臨床的には大きく異なる。ここでは、そのうち頭蓋内、特に小児の上衣腫について記述する。）

## 病態
上衣細胞とは、脳の中の髄液を作る脳室という場所の表面を覆っている細胞で、上衣腫はこの細胞が腫瘍化したものである。また、頭蓋内には、大脳と小脳を隔てている膜（小脳テント）があり、その膜より上（大脳がわ）に腫瘍がある場合はテント上腫瘍と呼び、膜より下（小脳がわ）に腫瘍がある場合はテント下腫瘍と呼ぶ。上衣腫は、約40%がテント上（側脳室、第三脳室、大脳半球）に、約60%がテント下（第四脳室）に発生するといわれている。腫瘍が大きくなると脳を圧迫して神経症状が生じる。また、腫瘍によって髄液の通過障害をきたすことがあり、たまった髄液によって脳室が拡げられて水頭症を起こすことがある。頭蓋内の圧力が上がると、頭痛、嘔吐、意識障害などが起こる。さらに進行すると貯留した髄液のために脳幹が圧迫され、呼吸が止まり死亡する危険もある。

## 疫学
上衣腫は15歳未満の小児に好発する。診断時の平均年齢は5～6歳、3歳未満で発見されるのは25～40%である。日本脳腫瘍統計によると、原発性脳腫瘍のうち上衣腫の頻度は0.8%、退形成性上衣腫は0.3%であり、小児に限れば上衣腫の頻度は4.5%、退形成性上衣腫は1.8%である。原因は不明である。発生率に人種間の差はなく、性差もない。

## 症状
腫瘍がテント上にできた場合と、テント下にできた場合とでは症状が異なる。テント上（大脳半球）にできた場合は、頭痛、嘔吐、痙攣、てんかん発作などのほか、大脳に特有の脳機能障害がおこる。手足の麻痺、知覚障害、失語、視野欠損、字が書けなくなる、計算できなくなるなどである。一方、テント下（第四脳室）にできた場合、上記の頭蓋内圧上昇による症状のほか、小脳失調による運動失調や、脳幹、脳神経障害による顔面神経麻痺、眼球運動障害、嚥下障害、嗄声（声がかすれる）、咳が出せないなどの症状がでる。

## 検査

### コンピュータ断層撮影(CT)
コンピュータ断層撮影(CT)では、単純CTでは脳実質と等〜高吸収値を示し、石灰化を伴っていることがある。テント上では嚢胞を形成していることがあるが、テント下の場合はほとんどが充実性である。造影効果は中等度で、均一または不均一に強調される。

### 核磁気共鳴画像法(MRI)
核磁気共鳴画像法(MRI)では、一般的にはT1強調画像では低信号、T2強調画像では高信号を示すが、不均一な信号強度を示すことも多い。ガドリニウムで増強される。

### 血管造影または磁気共鳴血管画像(MRA)
血管造影、磁気共鳴血管画像(MRA）では、腫瘍血管は認められないことが多い。

### 髄液細胞診
画像検査では脊髄播種が認められなくても、髄液細胞診で腫瘍細胞がみつかることもあるので、髄液検査を行う。髄液播種はまれだが、播種している場合は治療が困難である。ただし、水頭症になっている場合は、髄液採取のための腰椎穿刺は脳ヘルニアを発生させる危険性があるので注意を要する。

### 病理検査
上衣腫の病理検査は、核は類円形や楕円形で異形に乏しく、核分裂像も少ない。典型的な所見は、血管周囲性偽ロゼットや上衣ロゼットがある。偽ロゼットは血管に向かって腫瘍細胞が細胞突起を長くのばして配列したもので、上衣腫ではほとんどの場合で認められる。一方上衣ロゼットは、管腔を囲む上皮様細胞配列のことで、上衣腫に最も特徴的な構造であるが、実際に認められることは少ない。小児脳腫瘍の病理学的診断は難しく、特に専門知識をもった神経病理医が診断するべきである。さらに、核/細胞質比、核数ならびに有糸分裂像数、および核異型度などに基づいて上衣腫と退形成性上衣腫に分けられる。
世界保健機関(WHO)による分類
- 上衣腫（グレードII）
- 退形成性上衣腫（グレードIII）

## 診断
臨床症状から脳腫瘍が疑われた場合、CTやMRI検査を行う。水頭症がある場合は、まず先に水頭症に対する緊急手術が必要になることがある。各種検査の結果、上衣腫が疑われた場合、通常は手術が行われる。摘出した腫瘍組織の病理検査を行い確定診断となる。上衣腫の鑑別診断としては、髄芽腫、星細胞腫、異形奇形種様・類横紋筋腫瘍（AT/RT）などとの区別が問題になる。その病理診断によって、治療法や予後がかなり異なるので、診断は非常に重要である。

## 治療
腫瘍摘出だけでも良好な結果であったという報告があるが、上衣腫の治療は、手術による摘出が原則で、術後に放射線治療を行うのが一般的である。化学療法の効果はまだはっきりとは解っていない。

### 手術

#### 手術
上衣腫の手術においては、可能なかぎり腫瘍をすべて摘出することが重要である。しかし、過去の治療成績の報告をみると、実際に全摘出できている割合は42～62%にすぎない。テント上上衣腫の全摘出は比較的容易であるが、第四脳室の上衣腫を脳幹や脳神経を損傷せずに摘出することは困難な場合がある。現在では、顕微鏡を用いて摘出術が行われるが、さらに医療用ナビゲーションシステム（日本では高度先進医療）を用いている施設もある。

#### 再手術（セカンドルック手術）
全摘出の率があまり高くないにもかかわらず、セカンドルック手術はあまり行われてこなかったようである。しかし、上衣腫の治療がうまくいくかどうかは、手術によって全摘出できるかにかかっている。当然、再手術というリスクを伴うが、可能であればセカンドルック手術をしてでも全摘出をめざすのがよいと考えられてきている。また、初回手術とセカンドルック手術の間に化学療法を行って、よい結果が得られたという報告がある。

#### 合併症
テント上腫瘍ではあまり重篤な神経学的合併症は起こりにくいが、テント下腫瘍では様々な神経学的合併症の可能性がある。第四脳室に発生する上衣腫の60%は第四脳室の底部から、30%は外側の壁から、10%が天井から発生する。底部とは脳幹がわのことであり、そこから発生した場合、摘出によって脳幹にある神経が障害されてしまうことがある。顔面神経麻痺や眼球運動障害、呼吸や嚥下障害などの可能性がある。さらに、物が飲み込めなくなると、食べ物が間違って気管に入り気管支炎や肺炎の原因になったり、咳ができず、痰が切れないと、窒息など生命に関わるような重篤な症状が起こり、胃瘻造設や気管切開という治療が必要となることがある。また、手術で小脳をさわった場合、小脳性の無言症が発生することがある。無発語、無関心、情動不安定、体を動かすことの拒否などの症状である。これらは、手術の数時間後に明らかになって、数週間続くが、通常は自然に治ることが多い。

#### 術後評価
術後の画像評価で、腫瘍をどれだけとりきれたか「摘出度」を3つに分類することがある。
Gross Total Resection(GTR)肉眼的に腫瘍が全くないか、または、残存があっても顕微鏡下でやっと確認できるぐらいで、術後の画像検査では残存が認められない状態
Near Total Resection(NTR)わずかに腫瘍が残存しているが、セカンドルック手術を行うメリットよりデメリットの方が大きい状態
Subtotal Resection(STR)肉眼的に腫瘍が残存し、術後画像検査で、上記NTRより大きい状態
実際には、顕微鏡を用いて摘出を行っても、「完全な全摘出」はむずかしく、ミクロの細胞レベルでは腫瘍が残存していると考えられる。ただし、テント上腫瘍で、周りの正常組織をある程度含めて切除した場合は「完全な全摘出」といえる。したがって、現在北米で行われている臨床試験（後述）では、テント上上衣腫で、GTRできた場合は、放射線治療も化学療法も行わず、経過観察のみとされている。

### 放射線治療

#### 放射線治療
上衣腫の治療において、手術単独より放射線治療を併用した方が治療成績はよく、また、線量依存性に効果があるといわれている。髄液播種はまれで、全脳全脊髄に照射するメリットは少なく、現在では局所照射のみでよいと考えられている。したがって、局所に限局して高線量をあてることができて、かつ正常組織への線量を低減できる方法として、三次元原体照射(3D Conformal Radiation Therapy)や強度変調放射線治療(Intensity Modulated Radiation Therapy: IMRT )などが発展してきており、実際に行われてきている。また、3歳未満の子供に放射線治療を行うと、知能障害などの晩期障害が重篤になるため、可能な限り避けられてきた。しかし、最近の研究では、Conformalテクニックを用いて放射線治療を行い、3歳未満の子供でもIQの低下をきたさずによい治療成績が得られているという報告もあり、最近では、Conformalな照射テクニックを用いて54～59.4Gyあてるのが良いと考えられている。

#### 放射線による障害
一般的に、小児の脳への放射線による障害には、知能低下、聴力低下、視床下部や下垂体に放射線があたることによる内分泌障害（成長ホルモン欠乏など）、脳血管障害（脳梗塞など）、髄膜腫や神経膠芽腫などの二次がんの発生、白質脳症などが知られている。また、最近、小児脳腫瘍に対してもIMRTが行われるようになってきたが、頭蓋骨や顔面骨の成長障害、変形などの報告もあり、新しいテクニックについても、さらに評価が必要である（脳腫瘍に対するIMRTは2008年4月の保険改訂で保険診療に認められた。）。

### 化学療法

#### 化学療法
従来、上衣腫は抗がん剤に抵抗性であると考えられてきたが、いくつかの抗がん剤に反応を示すことがわかってきた。単剤ではシスプラチンがもっとも有効と考えられ、つぎにカルボプラチン、他に経口エトポシドやイリノテカン、経口メソトレキセートなどの有効性も示唆されている。現在、実際には、シスプラチン（カルボプラチン）、エトポシド、ビンクリスチン、シクロフォスファミドのうち、数種類が併用されることが多く、様々な臨床試験が試みられている。しかし、放射線治療を行わずに化学療法だけでは治療成績が悪いようである。

#### 化学療法の副作用
化学療法の副作用では、骨髄抑制による貧血、白血球減少による免疫力の低下、血小板減少による出血傾向などに対して特に注意が必要である。その他にも、脱毛、嘔気、嘔吐などの消化管障害、粘膜障害など、使用する化学療法剤によって種々な副作用がある。例えばシスプラチンは多量に用いると難聴の原因となったり、エトポシドも投与方法を誤ると二次性の白血病を誘発したりする。また、放射線とメソトレキセートを併用すると不可逆的な白質脳症が発生することがある。現在臨床試験などでは、上衣腫に対して、多剤併用化学療法が行なわれるようになってきており、小児の化学療法に深い知識と経験のある小児科医によって行われる必要がある。

## 予後

### 摘出度
手術によって腫瘍が摘出できているかどうかの「摘出度」が最も重要な予後決定因子である。過去の研究結果をまとめると、全摘出できた場合、5年生存率は60～80%で、5年無増悪生存率は51～75%。不完全摘出の場合、5年生存率は21～47%で、5年無増悪生存率は0～26%である。

### 年齢
「年齢」も重要な因子で、3歳未満で予後が悪い。北米のChildren’s Oncology Group(COG)の報告では、3歳未満で全摘出できた場合の5年生存率は61%で、亜全摘では30%であった。そのうち月齢24～36ヶ月の患児で、放射線治療を1年待って行った場合の5年生存率は63%であり、一方、月齢0～23ヶ月の患児で放射線治療を2年待った場合の5年生存率は26%であった。この研究では、0～24ヶ月の患児ではテント下に発生している例が多くて「摘出度」が低く、また、放射線治療を遅らせたことが、生存率が低い原因であると考えられている。

### 組織型
上衣腫では、組織型が上衣腫の予後に関与するかどうかは、まだ結論は出ていない。しかし、多くの研究で、上衣腫の方が、退形成性上衣腫より予後が良いと報告されている。最近のCOGの研究では、上衣腫の方が、退形成性上衣腫より無増悪生存率は良かったが、生存率には有意差がなかったと報告されている。

## 標準的治療
現時点で、真に標準と言えるものはなく、まだまだ臨床試験で治療法を模索している段階である。COGの研究(ACNS 0121)では、「組織型」と手術での「摘出度」で治療をチャート化している。GTRできた場合、テント上上衣腫は経過観察のみ、テント上退形成性上衣腫とテント下上衣腫または退形成性上衣腫はconformal radiotherapy（局所に54～59.4Gy）を行う。GTRできなかった場合は、組織型、発生部位に関わらず化学療法を行う。その化学療法の内容はビンクリスチン、カルボプラチン、シクロフォスファミド(V/CPA/CBDCA)による第1コースと、ビンクリスチン、カルボプラチン、経口エトポシド(V/CBDCA/経口Etoposide)からなる第2コースである。化学療法終了後にセカンドルック手術するかどうかを検討し、セカンドルック手術をしてもしなくても、Conformal Radiotherapyを行う。日本小児脳腫瘍コンソーシアムでは、3歳以上の患児は、GTRできたもののうち、テント上の場合、上衣腫は経過観察のみ、退形成性上衣腫は局所に54Gyを照射したのち経過観察する。テント下の場合は上衣腫、退形成性上衣腫にかかわらず3コースの化学療法（シクロフォスファミド/シスプラチン/エトポシド）を行い、54Gyを局所照射。GTRできなかった場合は、原発部位や病理組織にかかわらず、まず1コースの化学療法（同じ内容）を行い、その効果を判定。残存腫瘍に10%以上の縮小があれば同様のレジメンを4週毎に4コース追加し、最後に54Gyを局所照射する。第1コースのレジメンによる縮小が10%未満の場合は、一旦初期治療を終了し経過観察とする。3歳未満の場合でも、3歳以上の方法に準じるが、局所照射は3歳に達するまで待機することを原則とする。なお髄膜播種や脊髄転移がある3歳以上の上衣腫は「小児髄芽腫/PNETに対する多剤併用化学療法と減量放射線療法の第2相試験」に、3歳未満の場合は 「乳幼児髄芽腫/PNETに対する多剤併用化学療法および大量化学療法の第2相試験」の対象となる。

## 再発
ほとんどの場合(約80%)、腫瘍がもともとあった部位に再発する。再発に対する治療としては、手術、放射線治療、化学療法などを、個々の状況にあわせて行うしかない。定位放射線治療や経口エトポシドなど、ある程度の効果があったという報告は散見されるが、再手術の場合は神経損傷などのリスクも高く、また、一度放射線治療や化学療法を行った腫瘍は、再発の際、それらに抵抗性をもつと言われている。現在のところ、上衣腫が再発した場合の腫瘍コントロールは難しいと言える。

## 展望
従来、上衣腫は放射線治療や化学療法の反応が悪く、組織学的な悪性度は高くないが、局所再発しやすく再発した場合の腫瘍コントロールが困難で、臨床的には悪性度が高いと考えられてきた。しかし、現在、手術手技や技術が進歩し、全摘出できることが多くなり、また、放射線治療においても機械や技術が進歩したことにより、正常組織への影響を減らし、かつ高線量をあてることが可能となってきた。したがって、今までに報告されてきた治療成績や予後よりは、今後報告されてくる治療成績は、もう少し期待できるものになってくると予想される。しかし、他の小児脳腫瘍でもいえることであるが、上衣腫自体がまれな疾患であるため、多施設共同研究で計画的に臨床試験などを行い、今後もさらなる治療法の開発改良を図る必要がある。また、小児脳腫瘍の治療においては、手術、放射線、化学療法を併用した集学的治療が必要である。したがって、脳外科医、小児科医、放射線医、病理医が存在していることが最低限必要であり、かつそれぞれが高度のレベルを有していることが求められる。さらに、場合によっては、リハビリテーション科、眼科、耳鼻科、歯科が必要となることもある。しかも、各科の医師が存在するだけでは不十分であり、各科が真に連携していることが求められる。また、初期治療が終わって、かなり経ってから再発することもあり、長期間にわたる経過観察が必要で、継続的にフォローできる体制が必要である。それ以外にも、長期間の入院が必要となることから、院内学級、家族のための長期宿泊施設、ボランティアなどによる援助、心理的支援など、求められる条件は限りがない。